# BBL-Pokal 2023/24
Der BBL-Pokal 2023/24 ist die fünfzehnte Austragung des Pokal-Wettbewerbs im deutschen Vereinsbasketball der Herren als Ligapokal. Ab dieser Saison spielen 24 Teams aus der ersten und zweiten Bundesliga im K.o.-System über fünf Spielrunden den Deutschen Pokalsieger im Vereinsbasketball der Herren aus. Dieser neue Modus wurde zunächst auf einen Zeitraum von fünf Jahren vereinbart. Ebenfalls neu zu dieser Saison ist der Medienpartner Dyn Media für die Produktion und Übertragung der Pokalspiele.

## Modus
Ab der Saison 2023/24 gibt es im Pokal-Wettbewerb eine vorgeschaltete 1. Runde, an der nach 14 Jahren Pause wieder Teams aus der BARMER 2. Basketball-Bundesliga ProA teilnehmen. Für diese 1. Runde werden zwei Lostöpfe gebildet, wobei in die erste Gruppe die acht Erstligisten kommen, die in der Abschlusstabelle der Vorsaison die Plätze neun bis sechzehn belegten. In die zweite Gruppe kommen die beiden letztplatzierten Erstligisten sowie die sechs bestplatzierten ProA-Teams. Es wird jedem Team der ersten Gruppe ein Gegner aus der zweiten Gruppe zugelost, wobei das Heimrecht jeweils bei den Teams der zweiten Gruppe liegt. Die Sieger dieser acht Partien ziehen ins Achtelfinale ein. Die acht bestplatzierten Erstligisten der Vorsaison haben in dieser vorgeschalteten 1. Runde ein Freilos und sind direkt für das Achtelfinale qualifiziert.
Das Achtelfinale sowie das Viertelfinale finden wie gewohnt statt und werden vor den jeweiligen Runden frei ausgelost. Den Abschluss bildet das an einem Wochenende ausgetragene TOP FOUR Finalturnier mit den beiden Halbfinalpartien sowie dem Finale um den Deutschen Pokalsieger.

## Austragung
Übersicht der Ergebnisse der einzelnen Pokalrunden:

### 1. Runde
| Datum      |                         | Ergebnis |                          |
| ---------- | ----------------------- | -------- | ------------------------ |
| 22.09.2023 | Medi Bayreuth           | 82 : 89  | MLP Academics Heidelberg |
| 23.09.2023 | JobStairs GIESSEN 46ers | 79 : 73  | Crailsheim Merlins       |
| 23.09.2023 | SC Rasta Vechta         | 84 : 76  | Rostock Seawolves        |
| 23.09.2023 | Tigers Tübingen         | 64 : 78  | Löwen Braunschweig       |
| 23.09.2023 | PS Karlsruhe Lions      | 81 : 93  | Würzburg Baskets         |
| 24.09.2023 | Artland Dragons         | 67 : 78  | Brose Bamberg            |
| 24.09.2023 | Dresden Titans          | 85 : 88  | Hamburg Towers           |
| 24.09.2023 | Fraport Skyliners       | 73 : 81  | Syntainics MBC           |

### Achtelfinale
| Datum      |                        | Ergebnis      |                          |
| ---------- | ---------------------- | ------------- | ------------------------ |
| 12.10.2023 | SC Rasta Vechta        | 101 : 99 (OT) | BG Göttingen             |
| 14.10.2023 | Niners Chemnitz        | 89 : 64       | JobStairs GIESSEN 46ers  |
| 14.10.2023 | Würzburg Baskets       | 72 : 76       | ratiopharm Ulm           |
| 14.10.2023 | MHP Riesen Ludwigsburg | 79 : 80       | Telekom Baskets Bonn     |
| 15.10.2023 | Hamburg Towers         | 64 : 80       | Brose Bamberg            |
| 15.10.2023 | Syntainics MBC         | 98 : 94       | MLP Academics Heidelberg |
| 15.10.2023 | FC Bayern München      | 101 : 73      | EWE Baskets Oldenburg    |
| 15.10.2023 | Alba Berlin            | 96 : 71       | Löwen Braunschweig       |

### Viertelfinale
| Datum      |                      | Ergebnis |                   |
| ---------- | -------------------- | -------- | ----------------- |
| 09.12.2023 | SC Rasta Vechta      | 87 : 88  | Brose Bamberg     |
| 09.12.2023 | Syntainics MBC       | 70 : 85  | Alba Berlin       |
| 09.12.2023 | Niners Chemnitz      | 78 : 87  | ratiopharm Ulm    |
| 10.12.2023 | Telekom Baskets Bonn | 78 : 86  | FC Bayern München |

### TOP FOUR
Das TOP FOUR Finalturnier mit den beiden Halbfinal-Partien und dem Finale fand am Wochenende des 17. und 18. Februars 2024 statt. Der Austragungsort war der BMW Park in München. Der FC Bayern München gewann mit 81:65 das Finale gegen ratiopharm Ulm und sicherte sich somit den fünften BBL-Pokal.

#### Halbfinale
| Datum      |               | Ergebnis |                   |
| ---------- | ------------- | -------- | ----------------- |
| 17.02.2024 | Brose Bamberg | 62 : 81  | FC Bayern München |
| 17.02.2024 | Alba Berlin   | 79 : 87  | ratiopharm Ulm    |

#### Finale
| Datum      |                   | Ergebnis |                |
| ---------- | ----------------- | -------- | -------------- |
| 18.02.2024 | FC Bayern München | 81:65    | ratiopharm Ulm |